# 몬탈레
몬탈레(이탈리아어: Montale)는 이탈리아 토스카나주 피스토이아도에 있는 코무네다. 피렌체에서 북서쪽으로 25km, 피스토이아에서 동쪽으로 8km 거리에 있다.

## 자매 도시
- 프랑스 상리스
- 크로아티아 바라주딘